# Hypena nigrescens
Hypena nigrescens là một loài bướm đêm trong họ Erebidae.